# 帕德瑪瓦特
《帕德瑪瓦特》（Padmaavat）原名《帕德瑪瓦蒂》（Padmavati），是一部於2018年1月上映的印度电影，導演是山傑·李拉·班沙里。本片改編自16世紀印度詩人马利克·穆罕默德·贾亚西撰寫的同名史詩，描繪14世紀印度王后帕德瑪瓦蒂與德里蘇丹國蘇丹阿勞德丁·卡爾吉的故事。
本片原定於2017年12月上映，由於在上映前被指有描繪帕德瑪瓦蒂與阿勞德丁·卡爾吉之間的親密浪漫情境，被一些印度教徒批評為篡改歷史，在印度多地發起抗議，本片被迫押後上映。本片的製片人否認片中有該等情節。

## 演員
- 荻皮卡·帕都恭飾演帕德瑪瓦蒂。
- 沙希德·卡普爾飾演拉坦·辛格（英语：Ratnasimha），梅瓦爾王國末代君主。
- 蘭威爾·辛格飾演阿勞德丁·卡爾吉（英语：Alauddin Khalji）。
- 艾迪蒂·拉·哈亞里飾演梅雲妮莎。